# Faial (Madeira)
Faial ist eine Gemeinde an der Nordküste Madeiras im Kreis Santana mit einer Fläche von 24,0 km² und 1309 Einwohnern (Stand 19. April 2021). Faial liegt am Fuße der 590 m hohen, zum Meer hin steil abfallenden Penha de Águia (dt. Adlerfelsen).
In Faial gibt es eine Schule, eine Kirche sowie eine Karting-Strecke.
Auf der südlichen Gemeindegrenze liegt der Pico Ruivo, der höchste Berg Madeiras.

## Verwaltung
Faial ist Sitz einer gleichnamigen Gemeinde (Freguesia). Die angrenzenden Gemeinden sind Santana im Westen, Ilha im Nordwesten, São Roque do Faial im Süden, und Porto da Cruz im Osten.